# Philippinische Unihockeynationalmannschaft
Die philippinische Unihockeynationalmannschaft repräsentiert die Philippinen bei Länderspielen und internationalen Turnieren in der Sportart Unihockey (auch bekannt als Floorball).
Die Philippine Floorball Association (PFA), die im April 2011 zunächst als Floorball Philippines gegründet wurde, ist der nationale Dachverband für Unihockey auf den Philippinen und fördert das Wachstum und die Entwicklung des Sports auf dem gesamten Archipel. Als 53. Mitgliedsland wurden die Philippinen in den Weltverband International Floorball Federation (IFF) aufgenommen, der nationale Verband ist auch Mitglied der Asia-Oceania Floorball Confederation (AOFC).

## Geschichte
Die Herren-Nationalmannschaft gab ihr Debüt bei den Südostasien-Unihockey-Meisterschaften 2014, die in Singapur ausgetragen wurden. Die Philippinen verloren bei ihrem ersten Turnier alle vier Spiele gegen Indonesien, Malaysia und Singapur.
Die Philippinen nahmen am Eröffnungsturnier der Asia Oceania Floorball Confederation 2017 in Bangkok teil, ohne zuvor ein internationales Unihockeyspiel gewonnen zu haben. Der 4:3-Sieg über China am 1. Juli 2017 war ihr erster Sieg in einem internationalen Unihockeyspiel.
Den ersten Versuch, sich für die Unihockey-Weltmeisterschaft zu qualifizieren, stellten die Asien-Ozeanien-Qualifikationsspiele für die WM 2021 dar. Hier zogen sich die Philippinen jedoch aufgrund von Bedenken hinsichtlich der COVID-19-Pandemie zunächst vom Wettbewerb zurück. Nach dem Rückzug Australiens und Japans erhielten sie jedoch einen Wildcard-Startplatz für die Weltmeisterschaft, sodass sie zum allerersten Mal am Turnier teilnehmen konnten. Sie schafften es nicht in die erste Play-off-Runde und verloren in der Gruppenphase gegen Estland und Kanada, konnten jedoch einen Sieg gegen Singapur erringen. In den Platzierungsspielen gelang zunächst ein Sieg gegen die USA, ehe das Spiel um Platz 13 im Penaltyschießen gegen Thailand verloren ging.
Für die Weltmeisterschaft 2022 konnte sich das Team erstmals auf sportlichem Wege qualifizieren. Gegen Dänemark, Polen und Australien gingen jedoch alle drei Gruppenspiele verloren. In den Platzierungsspielen gab es eine Niederlage gegen Thailand, ehe zumindest das Spiel um Platz 15 nach Verlängerung gegen Singapur gewonnen werden konnte.
In der Qualifikation für die Unihockey-Weltmeisterschaft 2024 in Malmö, Schweden, konnten sich die Philippinen zum dritten Mal in Folge für die Endrunde qualifizieren. Nach zwei Siegen gegen Australien und Kanada konnte die Mannschaft erstmals die Gruppenphase erfolgreich überstehen und traf am 11. Dezember 2024 in der Play-off-Runde auf Lettland, wo man mit 3:14 verlor und aus dem Turnier ausschied. In den Platzierungsspielen gelang der Mannschaft ein knapper Overtime-Sieg gegen Polen, nachdem es zuvor gegen Dänemark eine hohe Niederlage gegeben hatte. Schließlich belegten die Philippinen Platz 11 und erreichten damit ihr bislang bestes WM-Resultat.

## Platzierungen

### Weltmeisterschaften
| WM   | Austragungsort(e)  | Platz              |
| ---- | ------------------ | ------------------ |
| 2016 | Riga               | nicht teilgenommen |
| 2018 | Prag               | nicht teilgenommen |
| 2021 | Helsinki           | 13. Platz          |
| 2022 | Zürich, Winterthur | 15. Platz          |
| 2024 | Malmö              | 11. Platz          |

### AOFC Cup
| Jahr | Austragungsort(e) | Platz    |
| ---- | ----------------- | -------- |
| 2017 | Bangkok           | 8. Platz |
| 2019 | Biñan             | 3. Platz |